# 阴平郡
阴平郡，是东汉到隋朝的一个郡，在今甘肃省文县。十六国时期仇池杨广香在此建立政权。
477年，杨广香称“阴平王”或“阴平公”，都阴平（今甘肃省文县西北），史称“阴平国”。统治地区包括甘肃省东南部以及四川省北部。传至杨定，526年灭于北魏。隋朝初年废除阴平郡。唐朝天宝、至德年间文州一度改为阴平郡，下辖曲水县、长松县。

## 官员
唐朝阴平郡太守
- 眭绶荣（天宝年间）
- 韦颢（天宝年间）[4]